# Юхниця Євген Леонідович
Євген Леонідович Юхниця (14 квітня 1965) — український поет, сценарист, підприємець, організатор тостів.

## Біографія
Народився 14 квітня 1965 року о 15:56 у місті Жмеринка Вінницької області.
Батько, Юхниця Леонід Макарович (1929–1995), народився у селі Василівка Іллінецького району Вінницької області, електрик, ливарник, мисливець. Протягом п'яти з половиною років служив в рядах радянського військово-морського флоту м. Феодосії. Після демобілізації оселився у м. Жмеринка Вінницької обл. Працював на підприємстві «Сільгосптехніка». Задумав й ініціював будівництво ливарного цеху, який потім і очолював протягом багатьох років. Мати, Галина Йосипівна, виросла у дружній багатодітній родині у с. Кобелецьке Тиврівського району Вінницької області. Працювала касиром у їдальні, завідувачкою магазину.
Євген Юхниця закінчив середню школу м. Жмеринки у 1982 році зі срібною медаллю. Завжди відрізнявся працелюбством та жагою до навчання. Особливий вплив на нього, як і на весь його клас, справила вчителька математики Цина Ісааківна Кривошея. Завдяки їй Євген стає переможцем міських олімпіад з математики. З 7 класу — переможець юнацьких чемпіонатів з шахів у м. Жмеринці.[джерело?]
У 1982 р. вступив до Харківського інституту залізничного транпорту. Після першого курсу був призваний до рядів збройних сил на 2 роки (1983–1985).
У 1985 році Євген продовжив навчання у Київському інституті харчової промисловості. У 1987 році він перевівся до Київського інституту народного господарства ім. Коротченка, після успішного закінчення якого отримав спеціальність «Економіка промисловості».
Вільно володіє українською, російською, французькою мовами, розуміє та розмовляє англійською та німецькою.

## Професійна діяльність
Із серпня 1989 до квітня 1990 за розподілом працював економістом в РБУ Облдорбуду.
У 1990 перейшов до ОП інституту проблем ливарства.
До 1992 року працював бухгалтером в ОП «Строма», а також складав баланси для різних організацій та підприємств.
У 1992 р. Євген створив багатофіліальну аудиторську компанію аудиторів «Ніко».
Восени 1992 року вступив до Спілки аудиторів України, звідки за власним бажанням пішов з причини нелюбові до політики та бажання сконцентруватися на творчості та бізнесі. У 1994 році був обраний в Першу аудиторську палату України.
У 1994 створив всеукраїнську професійну бухгалтерську газету-консультацію «Все про бухгалтерський облік».
У 1996 році ініціював створення дитячого міжнародного журналу «Пізнайко».
У 2008 році допоміг редакції журналу «Дніпро» залишитися на плаву, ставши шеф-редактором.

## Літературна діяльність
1999–2001 — навчання у Московському літературному інституті ім. Горького. Серед викладачів були відомий письменник Олександр Зінов'єв (автор дослідження «Зияющие высоты»), поет Юрій Кузнєцов та ін.
2003–2005 р.р. — Євген Юхниця багато їздить Україною з літературними виступами, інтерв'ю на телебаченні та радіо.
Спеціаліст зі створення та використання новослів'я, засновник приватних тематичних і синонімічних словників.
Видані книги:
- 1997 р. — поетична і драматургічна збірка «Жіночий бунт, або Нові герої»
- 2005 р. — поетична збірка «Сценами різноголосно»[1] (рос.)
- 2013 р. — поетична збірка «Мозаїка метафор — сюжети і характери».

## Родина
Дружина — Ірина Юхниця, головний редактор дитячого журналу «Пізнайко». Дочки — Елен (30.03.1989), Аліна (02.04.1994).

## Хобі та захоплення
- у 2006 році — чемпіон України з настільного хокею
- колекціонер картин (збирає з 2008 року картини на тему «Людські ніжки»)
- аматорськи вивчає астрологію
- професійно володіє соціонікою (соціонічний тип «Дон-Кіхот»)

## Нагороди
2004 р. — Почесна грамота Кабінету Міністрів України
2005 р. — присуджено звання «Заслужений економіст України»
2015 р. — лауреат літературно-художньої премії ім. Андрія Малишка
2020 р. — низка нагород:
 — подяка Комітету Верховної Ради України з питань фінансів, податкової та митної політики;
 — почесна грамота Київського міського голови;
 — грамота Спілки підприємців малих, середніх і приватизованих підприємств України;
 — почесна грамота Вінницької обласної державної адміністрації та обласної Ради Вінницької обл.;
 — орден «Трудової слави» від Всеукраїнського галузево-аналітичного центру;
 — медаль «За гідність та патріотизм» від Всеукраїнського об'єднання громадян «Країна»;
 — медаль «За служіння мистецтву» від Всеукраїнського об'єднання громадян «Країна»;
 — почесна усна подяка за найкращий тост під час вручення медалі «За служіння мистецтву» від Всеукраїнського об'єднання громадян «Країна».